# Cedrová (Praha)
Cedrová je ulice v lokalitě Za Horou v katastrálním území Hloubětín na Praze 9, která spojuje ulici Za Mosty a Aloisovskou. Má přibližný severojižní průběh a je mírně esovitě prohnutá. V její polovině z ní západním směrem vychází slepá odbočka.

## Historie a názvy
Ulice vznikla v roce 2007. Nazvána je podle cedru, (latinsky Cedrus), horského dlouhověkého jehličnatého stálezeleného stromu dosahujícího mohutného vzrůstu. Patří k čeledi borovicovitých, jeho vzácné dřevo je pevné a vonné. Název ulice patří do velké skupiny hloubětínských ulic pojmenovaných podle stromů a jejich plodů. Do stejné skupiny patří např. Švestková, Mandloňová nebo Smrková.

## Zástavba
Zástavbu tvoří na východní straně rodinné jednopatrové domy se zahradami. Na západní straně převažují moderní řadové domy (dvoj- a trojdomy) s pozemkem. Typický dům má tři podlaží a dispozici 4+kk. V přízemí se nachází garáž pro jeden automobil, komora a technická místnost. V prvním patře je obývací pokoj s kuchyní a se vstupem na zahradu, koupelna a komora. Druhé patro tvoří tři ložnice a koupelna. Rozloha pozemku je přibližně 253 m², z toho interiér 141,6 m², terasa 15 m², zahrada 173 m², zastavěná plocha je 66 m². Povrch ulice je ze zámkové dlažby.